# 1001 w polityce

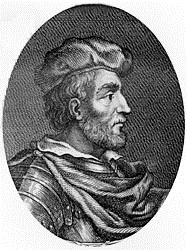
Duncan I,król Szkocji

Wydarzenia polityczne w 1001 roku.

## Wydarzenia
- Ciało Edwarda Męczennika[1] zostało przeniesione do Shaftesbury[2].
- Stefan I Święty został królem Węgier[3]
- Powstało Arcybiskupstwo w Ostrzyhomiu[4].

## Urodzili się
- 5 sierpnia[5] Duncan I, król Szkocji (zm. 1040)[6].

## Zmarli
- 13 stycznia Fujiwara no Teishi, cesarzowa Japonii.
- 26 sierpnia Jan XVI, antypapież[7].